# Jorge Wilson
Jorge Wilson Gonçalves de Mattos (Bauru, 7 de setembro de 1963), popularmente conhecido como o Xerife do Consumidor, é um ex-cantor, advogado, jornalista e político brasileiro, filiado ao Republicanos.
Anteriormente já foi filiado ao Progressistas (PP) e participou de três eleições. Na eleição de 2010, foi candidato a deputado federal por São Paulo e não foi eleito, obtendo 13 498 votos. Na eleição de 2014, foi eleito deputado estadual por São Paulo com 180 419 votos, para o mandato de 2015 a 2019. Reelegeu-se em 2018, com 177 414 votos.
Foi diretor do Programa de Proteção e Defesa do Consumidor (PROCON) de Guarulhos por seis anos.
Em 2023, durante seu terceiro mandato como deputado estadual, foi nomeado pelo governador Tarcísio como Líder do Governo na Assembleia Legislativa do Estado de São Paulo (ALESP).